# Gobierno de Claudia Sheinbaum
El gobierno de Claudia Sheinbaum Pardo inició por ley el 1 de octubre de 2024, tras obtener el triunfo en las elecciones federales de México del mismo año con el 59.75 % de los votos emitidos, postulada por la coalición Sigamos Haciendo Historia; sucediendo al gobierno de Andrés Manuel López Obrador.

## Antecedentes
|  | 45.52 % |

|  | 59.76 % |

|  | 7.78 % |

|  | 6.46 % |

|  | 16.04 % |

|  | 27.45 % |

|  | 9.54 % |

|  | 1.86 % |

|  | 10.32 % |

|  | 97.53 % |

|  | 0.14 % |

|  | 2.33 % |

|  | 100 % |

|  | 61.05 % |

## Gabinete
| Cargo                                                       | Titular | Titular | Titular                         | Periodo                                 | Partido político |
| ----------------------------------------------------------- | ------- | ------- | ------------------------------- | --------------------------------------- | ---------------- |
| Secretaría de Gobernación                                   |         |         | Rosa Icela Rodríguez            | Desde el 1 de octubre de 2024           |                  |
| Secretaría de Relaciones Exteriores                         |         |         | Juan Ramón de la Fuente         | Desde el 1 de octubre de 2024           | Sin partido      |
| Secretaría de la Defensa Nacional                           |         |         | Ricardo Trevilla Trejo          | Desde el 1 de octubre de 2024           | Militar          |
| Secretaría de Marina                                        |         |         | Raymundo Pedro Morales Ángeles  | Desde el 1 de octubre de 2024           | Militar          |
| Secretaría de Seguridad y Protección Ciudadana              |         |         | Omar García Harfuch             | Desde el 1 de octubre de 2024           |                  |
| Secretaría de Hacienda y Crédito Público                    |         |         | Rogelio Ramírez de la O         | 1 de octubre de 2024-7 de marzo de 2025 |                  |
| Secretaría de Hacienda y Crédito Público                    |         |         | Edgar Amador Zamora             | Desde el 8 de marzo de 2025             | Sin partido      |
| Secretaría de Bienestar                                     |         |         | Ariadna Montiel Reyes           | Desde el 1 de octubre de 2024           |                  |
| Secretaría de Medio Ambiente y Recursos Naturales           |         |         | Alicia Bárcena Ibarra           | Desde el 1 de octubre de 2024           | Sin partido      |
| Secretaría de Energía                                       |         |         | Luz Elena González Escobar      | Desde el 1 de octubre de 2024           | Sin partido      |
| Secretaría de Economía                                      |         |         | Marcelo Ebrard                  | Desde el 1 de octubre de 2024           |                  |
| Secretaría de Agricultura y Desarrollo Rural                |         |         | Julio Berdegué Sacristán        | Desde el 1 de octubre de 2024           | Sin partido      |
| Secretaría de Infraestructura, Comunicaciones y Transportes |         |         | Jesús Antonio Esteva Medina     | Desde el 1 de octubre de 2024           | Sin partido      |
| Secretaría de Anticorrupción y Buen Gobierno                |         |         | Raquel Buenrostro Sánchez       | Desde el 1 de octubre de 2024           | Sin partido      |
| Secretaría de Educación Pública                             |         |         | Mario Delgado Carrillo          | Desde el 1 de octubre de 2024           |                  |
| Secretaría de Salud                                         |         |         | David Kershenobich Stalnikowitz | Desde el 1 de octubre de 2024           | Sin partido      |
| Secretaría del Trabajo y Previsión Social                   |         |         | Marath Baruch Bolaños López     | Desde el 1 de octubre de 2024           |                  |
| Secretaría de Desarrollo Agrario, Territorial y Urbano      |         |         | Edna Elena Vega Rangel          | Desde el 1 de octubre de 2024           | Sin partido      |
| Secretaría de Cultura                                       |         |         | Claudia Curiel de Icaza         | Desde el 1 de octubre de 2024           | Sin partido      |
| Secretaría de Turismo                                       |         |         | Josefina Rodríguez Zamora       | Desde el 1 de octubre de 2024           |                  |
| Secretaría de Ciencia, Humanidades, Tecnología e Innovación |         |         | Rosaura Ruiz Gutiérrez          | Desde el 1 de octubre de 2024           | Sin partido      |
| Secretaría de las Mujeres                                   |         |         | Citlalli Hernández              | Desde el 1 de octubre de 2024           |                  |
| Consejería Jurídica del Ejecutivo Federal                   |         |         | Ernestina Godoy Ramos           | Desde el 1 de octubre de 2024           |                  |

## Toma de protesta
La toma de protesta de Claudia Sheinbaum fue la ceremonia de investidura formal de la primera mujer Presidenta de México, para el periodo 2024-2030. El 1 de octubre de 2024, desde las 00:00 horas (UTC-06:00) se convirtió en presidenta constitucional, sin embargo, tal como lo establece la Constitución en el artículo 87, acudió al Palacio Legislativo de San Lázaro a rendir protesta frente al Congreso de la Unión. Los elementos más importantes del protocolo fueron la lectura de la protesta constitucional y la colocación de la banda presidencial.
El evento se realizó por primera vez en esta fecha; debido a la reforma constitucional de 2014 que cambió la fecha de transmisión del poder ejecutivo federal, del 1 de diciembre (vigente desde la anterior carta magna de 1857) al primer día de octubre, justamente a partir de este periodo.

### Juramento y colocación de la banda presidencial
La ceremonia se llevó a cabo en el Palacio Legislativo de San Lázaro, sede de la Cámara de Diputados (erigida como sede de la sesión de Congreso General) en la Ciudad de México a partir de las 8:00 horas (hora centro de México). Hasta la llegada de los mandatarios entrante (Sheinbaum) y saliente (López Obrador), la sesión del poder legislativo federal realizó la exposición en tribuna de la postura de cada uno de los grupos parlamentarios representados, al tiempo que se dio lectura al bando solemne que comunicaba el dictamen del Tribunal Electoral que declaró presidenta electa a la ganadora de la elección presidencial de junio. La llegada de Sheinbaum tuvo lugar a las 11:25; cuando esto sucedió comenzó la parte culminante del evento. 
En la tribuna principal se encontraban, en orden de izquierda a derecha: Gerardo Fernández Noroña (presidente del Senado), Andrés Manuel López Obrador (Presidente saliente), Ifigenia Martínez (Presidenta de la Cámara de Diputados —y presidenta de la sesión de Congreso general—), Claudia Sheinbaum Pardo (presidenta entrante) y Norma Lucía Piña Hernández (Presidenta de la Suprema Corte de Justicia); custodiados todos, por tres cadetes femeninas de cada una de las ramas de las fuerzas armadas (una del Heroico Colegio Militar, una del Colegio del Aire y una de la Heroica Escuela Naval Militar). 
Luego del anuncio de la presidenta del congreso para proceder con el protocolo, a las 11:31 la nueva titular del poder ejecutivo dio su juramento a la nación, leyendo el texto del artículo 87 constitucional, abriendo con las palabras «Honorable Congreso de la Unión, pueblo de México»:

Protesto guardar y hacer guardar la Constitución Política de los Estados Unidos Mexicanos y las leyes que de ella emanen, y desempeñar leal y patrióticamente el cargo de Presidenta de la República que el pueblo me ha conferido, mirando en todo por el bien y prosperidad de la Unión; y si así no lo hiciere que la Nación me lo demande

Después de que Sheinbaum rindió la protesta constitucional, López Obrador se retiró la banda presidencial, la entregó a la Presidenta del Congreso de la Unión Ifigenia Martínez, y esta la entregó a Sheinbaum, quien se la colocó a sí misma, ayudada por una de las cadetes del Heroico Colegio Militar. A partir de ahí comenzó con su primer mensaje a la nación, con un discurso que duró alrededor de cincuenta minutos.

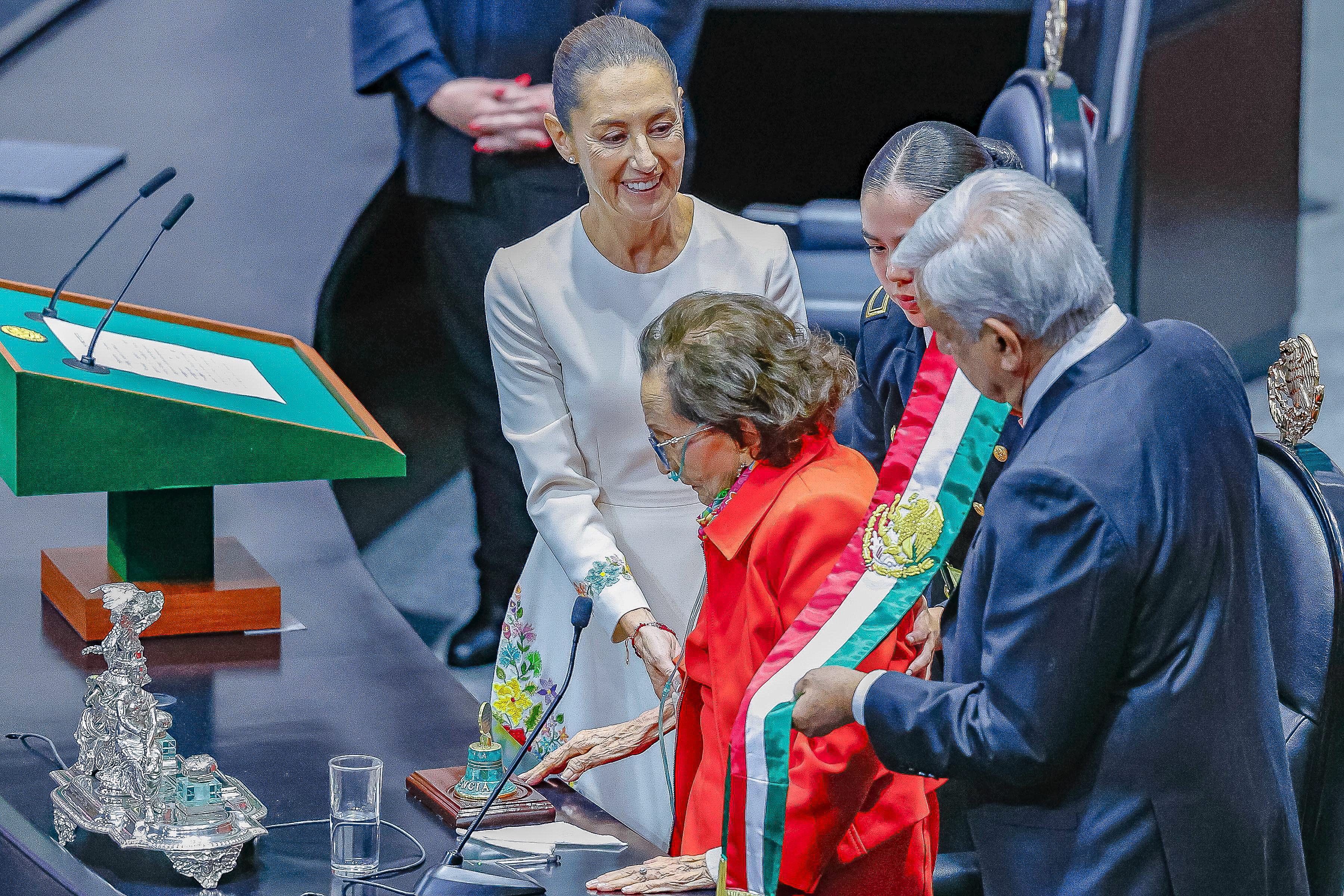
López Obrador se retira la banda y la entrega a Ifigenia Martínez.
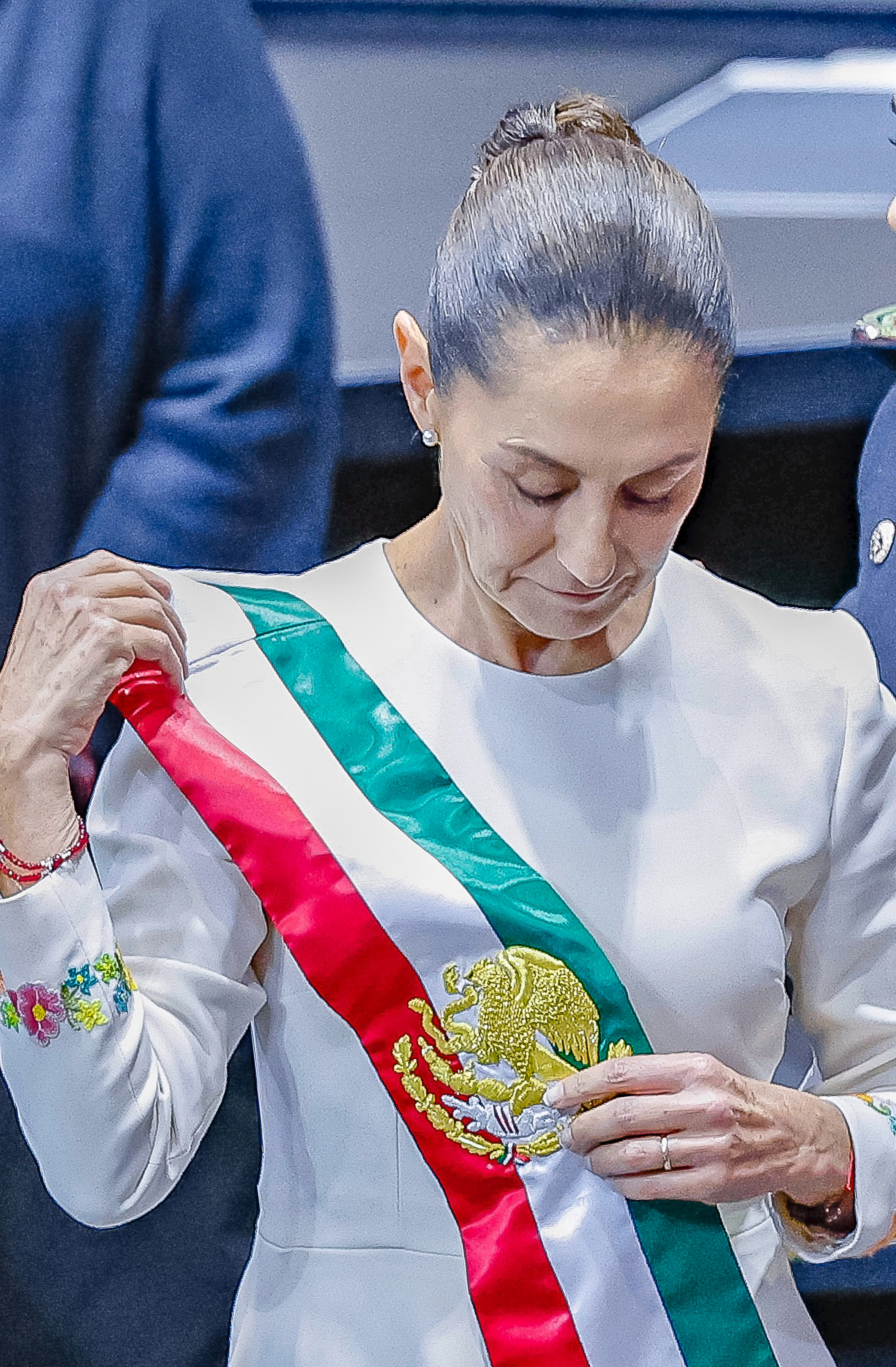
Sheinbaum se la coloca a si misma.
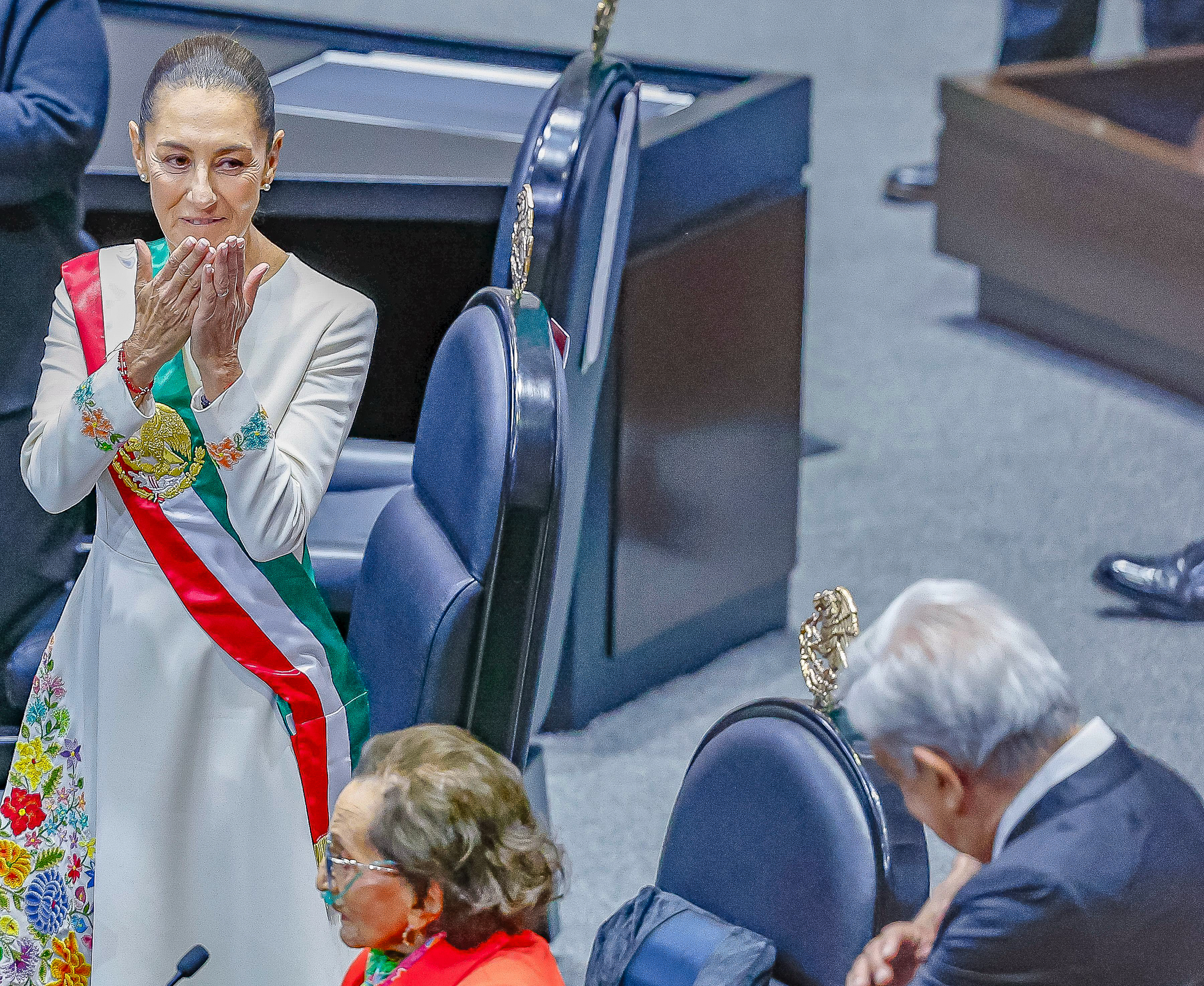
Sheinbaum ya como portadora de la banda.

### Bastón de mando
Tras rendir la protesta de ley, Sheinbaum fue transportada al Palacio Nacional, donde recibiría el bastón de mando por los pueblos indígenas y afromexicanos a las 15:38 en la Plaza de la Constitución (Zócalo) de la Ciudad de México.

### Invitados asistentes
A través de un comunicado de la, en ese momento, presidenta electa, el 18 de septiembre, se dio a conocer la lista de invitados confirmados en asistir a la toma de protesta. En el comunicado se indicaba que habían confirmado su asistencia representantes de 105 países, de los cuales 16 eran jefes de Estado y de gobierno, cuatro vicepresidentes; cuatro titulares de órganos legislativos; 17 representantes a nivel ministerial; 10 viceministros; enviados especiales, 10 titulares de organismos internacionales, así como embajadores residentes y concurrentes; además de enviados de 22 organismos internacionales:

#### Jefes de Estado y de gobierno

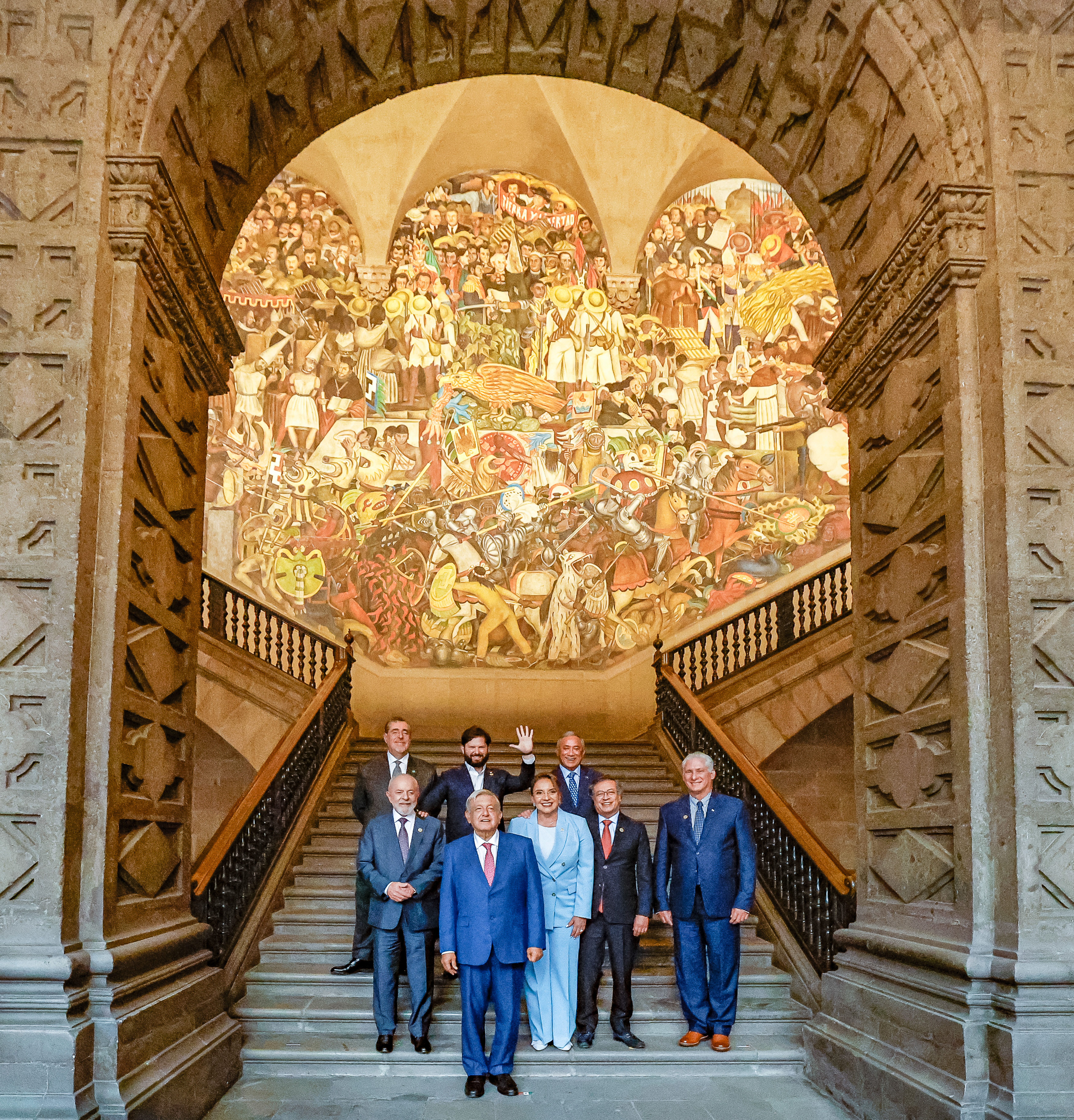
El ex-presidente Andrés Manuel López Obrador junto con el primer ministro Johnny Briceño de Belice, el presidente Luiz Inácio Lula da Silva de Brasil, el presidente Gabriel Boric de Chile, el presidente Gustavo Petro de Colombia, el presidente Miguel Díaz-Canel de Cuba, el presidente Bernardo Arévalo de Guatemala, y la presidenta Xiomara Castro de Honduras en Palacio Nacional de México para la toma de protesta para la presidenta Claudia Sheinbaum.

- Johnny Briceño, primer ministro de Belice
- Luiz Inácio Lula da Silva, presidente de Brasil
- Gabriel Boric, presidente de Chile
- Gustavo Petro, presidente de Colombia
- Miguel Díaz-Canel, presidente de Cuba
- Sylvanie Burton, presidente de Dominica
- Bernardo Arévalo, presidente de Guatemala
- Xiomara Castro, presidenta de Honduras
- Santiago Peña, presidente de Paraguay
- Bucharaya Hamudi Beyun, primer ministro de la República Árabe Saharaui Democrática
- Luis Abinader, presidente de la República Dominicana
- Philip J. Pierre, primer ministro de Santa Lucía

#### Representantes de alto nivel
- Christian Wulff, expresidente de Alemania
- Tie Ning, vicepresidenta del Comité Permanente de la Asamblea Popular Nacional de China
- Jill Biden, primera dama de los Estados Unidos
- Teodorín Nguema Obiang, Vicepresidente de Guinea Ecuatorial
- Kembo Mohadi, Vicepresidente de Zimbabue
- Régine Abraham, presidenta del Consejo Presidencial de Transición de la República de Haití
- Josep Borrell, Alto representante de la Unión Europea para asuntos exteriores
- Chrystia Freeland, Vice primera ministra de Canadá

### Controversias

#### Invitación al rey de España
El 1 de marzo de 2019, el entonces presidente López Obrador envió una carta amplia al rey Felipe VI de España donde, luego de una introducción histórica de los sucesos de la conquista y la colonia, explicaba al monarca español que las celebraciones conmemorativas con motivo de los 500 años del Sitio de Tenochtitlan (denominada «500 años de resistencia indígena»), así como el bicentenario de la consumación de la independencia, ambas a realizarse en 2021, servirían para que el estado mexicano que él presidía, llevara a cabo una serie de «actos de contrición» y enmienda a través de disculpas públicas por las faltas y omisiones de los gobiernos vigentes en la Guerra de Castas y la Guerra del Yaqui contra los pueblos indígenas. Por lo anterior, se invitaba al gobierno español a construir un acuerdo para realizar una ceremonia similar con la participación conjunta de ambas naciones en México, en la cual el estado español reconociera las faltas y omisiones cometidas en la conquista, la colonización e incluso los intentos de reconquista, como un acto de reivindicación y memoria histórica, similar a lo hecho por Alemania (con los judíos y Polonia), Francia (con Argelia), Bélgica (con la República Democrática del Congo), Japón (con Corea del Sur), Países Bajos (con Indonesia), Portugal (con Brasil) e incluso el Papa Francisco (con el conjunto de países de América).
Sin embargo, el jefe de Estado español no respondió a la misiva, ni de forma inmediata, ni en el año de los eventos, ni tampoco a través de la presidencia del gobierno, el ministerio de exteriores o la embajada. La consecuencia de la «falta de cortesía diplomática» llegó hasta septiembre de 2024, cuando el equipo de transición de la entonces presidenta electa Claudia Sheinbaum, tal como lo dicta el protocolo, envió invitaciones para asistir a la toma de posesión, a todos los gobiernos de los países con los que se sostienen relaciones; en el caso de España, la invitación sólo incluía al presidente del gobierno Pedro Sánchez y los funcionarios ligados a la cancillería española, omitiendo al rey. El gobierno español respondió, a la asumida exclusión del monarca, anunciando el retiro de la delegación invitada; la respuesta mexicana llegó de parte del equipo de la sucesora de AMLO que, citando el tono diplomático de la carta de Obrador, se consideraba una descortesía y falta de respeto por parte del rey al jefe de Estado mexicano, no contestar de ninguna manera a la misiva, por lo que la presidenta electa creía pertinente no invitar al monarca, si este no mostraba respeto al gobernante nacional.

#### El hallazgo de un campo de entrenamiento.
Dentro del Rancho Izaguirre ubicado en el municipio de Teuchitlán, en el estado de Jalisco, México, un posible campo de exterminio fue descubierto el 5 de marzo de 2025 por parte de un grupo de voluntarios para la búsqueda de personas desaparecidas.